# James i Lily Potter
James Potter i Lily Potter (r. Evans) imaginarni su likovi iz serije romana o Harryju Potteru spisateljice J. K. Rowling. Oni su pokojni roditelji Harryja Pottera.

## James
James Potter rođen je 27. ožujka 1960. u Engleskoj. Imao je smeđe oči, nešto duži nos od Harryjevog, ali isto mršavo lice, iste ruke i neurednu crnu kosu, a u školskim je danima bio gotovo iste visine kao i Harry. Pohađao je Hogwarts od o. školske godine 1970./71. do 1977./78. i bio je u domu Gryffindora. Njegovi su najbolji prijatelji bili Sirius Black, Remus Lupin i Peter Pettigrew. Sirius se nije slagao sa svojim roditeljima pa je u dobi od 16 godina pobjegao od kuće i preselio se k obitelji Potter do završetka školovanja. Jamesovi roditelji smatrali su Siriusa "drugim sinom". James je bio sin jedinac i njegovi su roditelji već bili stariji kad su ga dobili, čak i po čarobnjačkim mjerilima. 
James Potter tijekom školovanja bio je prilično arogantan, kako ga je opisao i Severus Snape, ali je s vremenom sazreo. Harry je u Snapeovu sjećanju vidio da se James tijekom školovanja prema Severusu ponašao nasilno. Imao je naviku bacati uroke na sve koji bi ga iritirali, a bio je i vještiji u magičnim dvobojima od Snapea, unatoč Snapeovu dobru poznavanju crne magije. Nakon što je vidio Snapeovo sjećanje, Harry se morao složiti sa Snapeovom procjenom arogantnosti svog oca zbog čega je bio duboko deprimiran. U obranu njegovog "nasilništva" Sirius je rekao da je Snape čak i u mlađim danima bio zloban i da nije bio "nevina žrtva" kakvom se doimao te da je James mrzio Snapea zbog njegove opsjednutosti crnom magijom.
James je bio briljantan učenik, a bio je i igrač gryffindorske metlobojske ekipe. U filmu je spomenut kao tragač, ali je J. K. Rowling potvrdila da je zapravo bio lovac.

## Lily
Lily Potter (r. Evans o. 1960.) imala je blistavo zelene oči i gustu tamnocrvenu kosu do ramena. Profesor Slughorn rekao je da je imala urođeni talent za Čarobne napitke te da je bila veoma hrabra, zabavna i šarmantna. Bila je i član Slugova kluba koji je vodio Slughorn i čiji su članovi bili obećavajući učenici. Lily je bila bezjačkog podrijetla i njezina ju je sestra Petunia prezirala zato što je vještica i smatrala ju je "čudakinjom", vjerojatno zbog ljubomore na nju zato što su njezini roditelji "više" voljeli Lily. 
Lily je na posljednjoj godini školovanja postala glavna prefektica. Tijekom većeg dijela vremena provedenog u Hogwartsu Lily je Jamesa smatrala samo arogantnim nasilnikom. U Snapeovu je sjećanju Harry vidio kako je James napisao i uređivao Lilyjine inicijale, a Sirius je primijetio da James nije mogao odoljeti tome da se pravi važan (i napravi budalu od sebe) kad god je Lily bila u blizini. Međutim, Lily je branila Snapea od Jamesa (barem dok ju ovaj nije nazvao "mutnjakušom") kad je James bacio urok na njega. Nakon što ju je James na petoj godini pozvao na spoj, rekla mu je da ne bi izašla s njim čak ni da mora birati između njega i orijaške lignje. Harry je tako dobio dojam da je Lily mrzila Jamesa, ali Sirius i Lupin uvjerili su ga da ona nije mrzila svog budućeg muža nego da su samo imali težak početak.
Nakon što je James sazrio i promijenio svoje ponašanje, Lily je tijekom sedme godine počela hodati s njim te su se zaljubili i vjenčali, a Sirius je bio Jamesov kum na vjenčanju.
Petunia se sjeća da je upoznala "groznog dečka" koji je znao magiju, ali nije poznato je li mislila na Jamesa. Lupin je rekao Harryju da su se njegovi roditelji zaljubili na sedmoj godini i da su se vjenčali ubrzo nakon završetka školovanja. Nije poznato koje su karijere izabrali nakon odlaska iz škole. Rowling je rekla da je "James naslijedio dosta novca pa mu nije trebao dobro plaćen posao."

## James, Lily i Harry
James i Lily imali su sina, Harryja Pottera, rođenog 31. srpnja 1980. James i Lily bili su članovi Reda feniksa, čarobnjačke organizacije koja se borila protiv Lorda Voldemorta i njegovih pristaša, smrtonoša. 
Sybill Trelawney izrekla je proročanstvo koje kaže da će se krajem srpnja roditi dijete čiji su se roditelji tri puta sukobili s Lordom Voldemortom i da će to dijete imati moć da se suprotstavi Gospodaru tame. Severus Snape prenio je dio proročanstva Voldemortu. Iako se proročanstvo može odnositi i na Harryja i na Nevillea, Voldemort je ipak odabrao Harryja i odlučio ga ubiti. Potteri su se, znajući da ih Voldemort traži, odlučili sakriti u Godricovoj dolini koristeći se čarolijom Fidelius. Na nesreću, za Čuvara tajne odabrali su Petera Pettigrewa koji ih je izdao i prodao Voldemortu. 1. studenog 1981. Voldemort ih napada u njihovoj kući. Prvo se suočava s Jamesom Potterom kojeg ubija. Zatim pronalazi Lily koja se žrtvuje kako bi spasila Harryja te i ona umire. Svojom je žrtvom aktivirala posebnu magiju, magiju koja je zaštitila Harryja od Voldemorta. Kada je Voldemort bacio kletvu Avada Kedavra na Harryja, kletva se odbila i pogodila njega. Voldemort je jedva ostao živ i to samo zahvaljujući svojim horkruksima. 
Harry je odveden svojoj teti, Petuniji Dursley u čijem je domu proveo sljedećih 10 godina. Voldemort nije mogao napasti Harryja sve dok on naziva domom kuću u kojoj živi krv njegove majke.

## Obiteljsko stablo
|                  |                  |                  |                  | G. i gđa. Dursley | G. i gđa. Dursley | G. i gđa. Dursley | G. i gđa. Dursley | G. i gđa. Dursley | G. i gđa. Dursley |                |                |                |                |                |                |                |                |               |               | G. i gđa. Evans | G. i gđa. Evans | G. i gđa. Evans | G. i gđa. Evans | G. i gđa. Evans | G. i gđa. Evans |            |            |              |              |              |              | G. i gđa. Potter | G. i gđa. Potter | G. i gđa. Potter | G. i gđa. Potter | G. i gđa. Potter | G. i gđa. Potter |  |  |  |  |  |  |  |  |  |  |  |  |  |  |  |  |  |  |  |  |
|                  |                  |                  |                  | G. i gđa. Dursley | G. i gđa. Dursley | G. i gđa. Dursley | G. i gđa. Dursley | G. i gđa. Dursley | G. i gđa. Dursley |                |                |                |                |                |                |                |                |               |               | G. i gđa. Evans | G. i gđa. Evans | G. i gđa. Evans | G. i gđa. Evans | G. i gđa. Evans | G. i gđa. Evans |            |            |              |              |              |              | G. i gđa. Potter | G. i gđa. Potter | G. i gđa. Potter | G. i gđa. Potter | G. i gđa. Potter | G. i gđa. Potter |  |  |  |  |  |  |  |  |  |  |  |  |  |  |  |  |  |  |  |  |
|                  |                  |                  |                  |                   |                   |                   |                   |                   |                   |                |                |                |                |                |                |                |                |               |               |                 |                 |                 |                 |                 |                 |            |            |              |              |              |              |                  |                  |                  |                  |                  |                  |  |  |  |  |  |  |  |  |  |  |  |  |  |  |  |  |  |  |  |  |
| Marjorie Dursley | Marjorie Dursley | Marjorie Dursley | Marjorie Dursley | Marjorie Dursley  | Marjorie Dursley  |                   |                   | Vernon Dursley    | Vernon Dursley    | Vernon Dursley | Vernon Dursley | Vernon Dursley | Vernon Dursley |                |                | Petunia Evans  | Petunia Evans  | Petunia Evans | Petunia Evans | Petunia Evans   | Petunia Evans   |                 |                 | Lily Evans      | Lily Evans      | Lily Evans | Lily Evans | Lily Evans   | Lily Evans   |              |              | James Potter     | James Potter     | James Potter     | James Potter     | James Potter     | James Potter     |  |  |  |  |  |  |  |  |  |  |  |  |  |  |  |  |  |  |  |  |
| Marjorie Dursley | Marjorie Dursley | Marjorie Dursley | Marjorie Dursley | Marjorie Dursley  | Marjorie Dursley  |                   |                   | Vernon Dursley    | Vernon Dursley    | Vernon Dursley | Vernon Dursley | Vernon Dursley | Vernon Dursley |                |                | Petunia Evans  | Petunia Evans  | Petunia Evans | Petunia Evans | Petunia Evans   | Petunia Evans   |                 |                 | Lily Evans      | Lily Evans      | Lily Evans | Lily Evans | Lily Evans   | Lily Evans   |              |              | James Potter     | James Potter     | James Potter     | James Potter     | James Potter     | James Potter     |  |  |  |  |  |  |  |  |  |  |  |  |  |  |  |  |  |  |  |  |
|                  |                  |                  |                  |                   |                   |                   |                   |                   |                   |                |                |                |                |                |                |                |                |               |               |                 |                 |                 |                 |                 |                 |            |            |              |              |              |              |                  |                  |                  |                  |                  |                  |  |  |  |  |  |  |  |  |  |  |  |  |  |  |  |  |  |  |  |  |
|                  |                  |                  |                  |                   |                   |                   |                   |                   |                   |                |                | Dudley Dursley | Dudley Dursley | Dudley Dursley | Dudley Dursley | Dudley Dursley | Dudley Dursley |               |               |                 |                 |                 |                 |                 |                 |            |            | Harry Potter | Harry Potter | Harry Potter | Harry Potter | Harry Potter     | Harry Potter     |                  |                  |                  |                  |  |  |  |  |  |  |  |  |  |  |  |  |  |  |  |  |  |  |  |  |

## Poveznice
- Obitelj Dursley
- Godricova dolina